# Tour der südafrikanischen Rugby-Union-Nationalmannschaft nach Großbritannien und Irland 1931/32
| Tour der Springboks nach Großbritannien und Irland 1931/32 | Tour der Springboks nach Großbritannien und Irland 1931/32 | Tour der Springboks nach Großbritannien und Irland 1931/32 | Tour der Springboks nach Großbritannien und Irland 1931/32 | Tour der Springboks nach Großbritannien und Irland 1931/32 |
| Übersicht                                                  | S                                                          | G                                                          | U                                                          | N                                                          |
| ---------------------------------------------------------- | ---------------------------------------------------------- | ---------------------------------------------------------- | ---------------------------------------------------------- | ---------------------------------------------------------- |
| Test Matches                                               | 04                                                         | 04                                                         | 0                                                          | 0                                                          |
| Sonstige Spiele                                            | 22                                                         | 19                                                         | 2                                                          | 1                                                          |
| Gesamt                                                     | 26                                                         | 23                                                         | 2                                                          | 1                                                          |
|                                                            |                                                            |                                                            |                                                            |                                                            |
| England                                                    | 1                                                          | 1                                                          | 0                                                          | 0                                                          |
| Irland                                                     | 1                                                          | 1                                                          | 0                                                          | 0                                                          |
| Schottland                                                 | 1                                                          | 1                                                          | 0                                                          | 0                                                          |
| Wales                                                      | 1                                                          | 1                                                          | 0                                                          | 0                                                          |

Die Tour der südafrikanischen Rugby-Union-Nationalmannschaft nach Großbritannien und Irland 1932 umfasste eine Reihe von Freundschaftsspielen der Springboks, der Nationalmannschaft Südafrikas in der Sportart Rugby Union. Das Team reiste durch das Vereinigte Königreich und Irland, wobei es 26 Spiele bestritt. Dazu gehörten vier Test Matches gegen die Nationalmannschaften der vier britischen Home Nations sowie 22 weitere Begegnungen mit Vereinen und Auswahlteams. Die Südafrikaner entschieden alle Test Matches für sich und schafften damit zum zweiten Mal nach 1912/13 einen Grand Slam. Auch sonst verlief die Tour sehr erfolgreich, mit nur einer Niederlage gegen eine gemeinsame Auswahl von Leicestershire und East Midlands; hinzu kamen zwei Unentschieden.

## Kritik am Spielstil

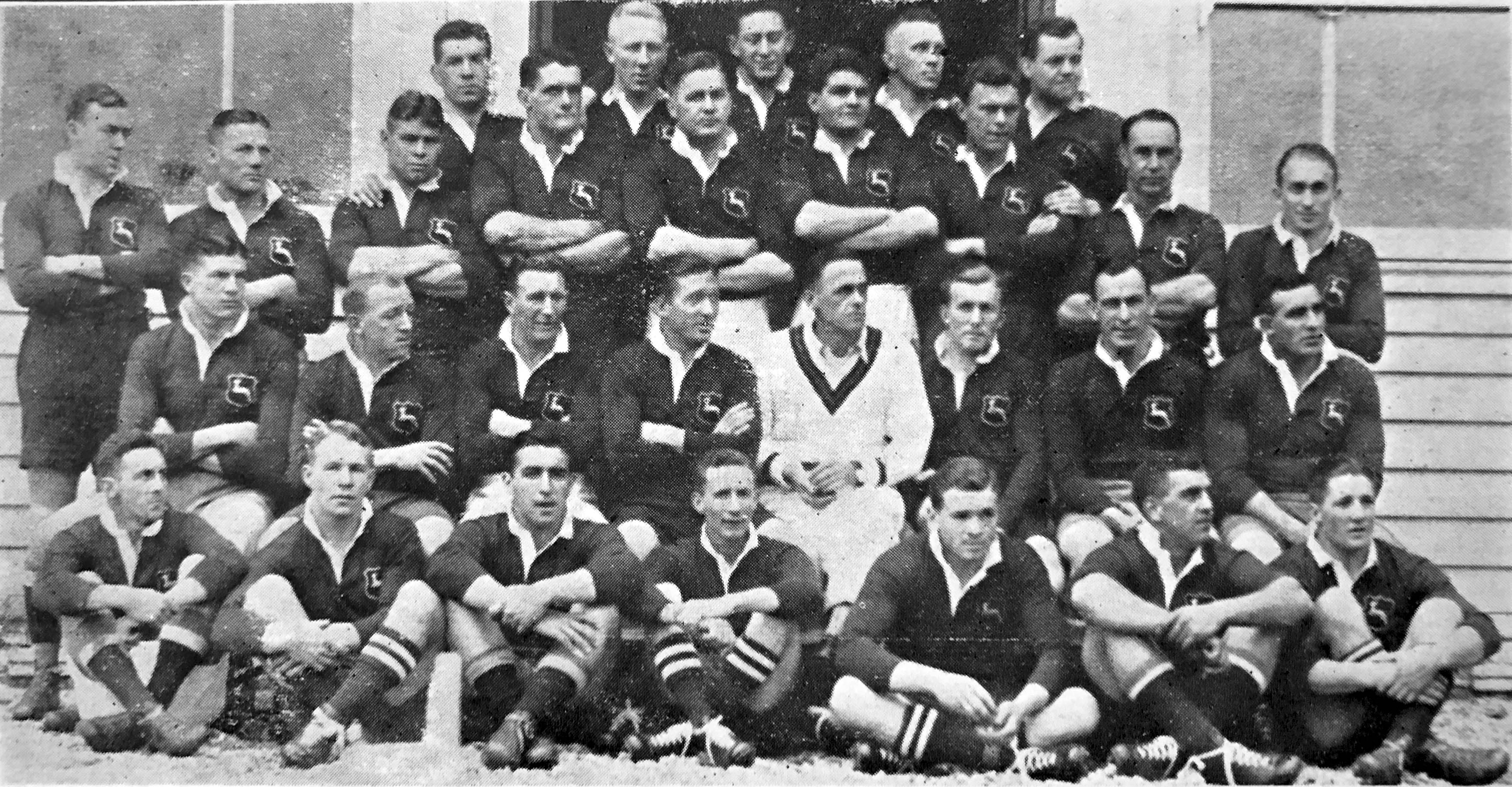
Die Springboks auf ihrer Tour 1931/32

Obwohl die Südafrikaner auf dem Spielfeld sehr erfolgreich waren, stießen sie bei ihren Gastgebern und bei der Presse in ihrer Heimat auf wenig Begeisterung. Mannschaftskapitän Bennie Osler führte einen Spielstil ein, der hauptsächlich darauf basierte, Raumgewinne durch Kicks zu erzielen. Da die Hintermannschaft auf diese Weise weitgehend aus dem Spiel genommen wurde, bezeichneten viele Kritiker diesen Stil abschätzig als „Zehn-Mann-Rugby“ und bescheinigten ihm wenig Unterhaltungswert. Der walisische Journalist John Hoare stellte fest: „Die Afrikaner gewinnen durch ihr Festhalten am Zehn-Mann-Rugby ihre Spiele, aber sie erobern nicht die Herzen und die Phantasie der Rugby-Anhänger.“ O. L. Owen stimmte diesem Urteil in seinem Buch History of the RFU zu: „Die am wenigsten spektakuläre und, was das Spiel der Hintermannschaft angeht, die enttäuschendste aller südafrikanischen Tourmannschaften.“

## Spielplan
- Hintergrundfarbe grün = Sieg
- Hintergrundfarbe gelb = Unentschieden
- Hintergrundfarbe rot = Niederlage

(Test Matches sind grau unterlegt; Ergebnisse aus der Sicht Südafrikas)
| #  | Datum             | Gegner                             | Ort         | Stadion              | Ergebnis |
| -- | ----------------- | ---------------------------------- | ----------- | -------------------- | -------- |
| 01 | 03. Oktober 1931  | Gloucestershire und Somerset       | Bristol     |                      | 14:3     |
| 02 | 08. Oktober 1931  | Newport RFC                        | Newport     | Rodney Parade        | 15:3     |
| 03 | 10. Oktober 1931  | Swansea RFC                        | Swansea     | St Helen’s           | 10:3     |
| 04 | 14. Oktober 1931  | Abertillery RFC und Cross Keys RFC | Abertillery | Abertillery Park     | 10:9     |
| 05 | 17. Oktober 1931  | London Counties                    | London      | Twickenham Stadium   | 30:3     |
| 06 | 21. Oktober 1931  | Midland Counties                   | Birmingham  | Villa Park           | 13:3     |
| 07 | 24. Oktober 1931  | Durham und Northumberland          | Sunderland  | Roker Park           | 41:0     |
| 08 | 28. Oktober 1931  | Glasgow District                   | Glasgow     | Old Anniesland       | 21:13    |
| 09 | 31. Oktober 1931  | South of Scotland                  | Melrose     |                      | 0:0      |
| 10 | 04. November 1931 | Cambridge University RUFC          | Cambridge   |                      | 21:9     |
| 11 | 07. November 1931 | Combined Services                  | London      | Twickenham Stadium   | 23:0     |
| 12 | 12. November 1931 | Oxford University RFC              | Oxford      |                      | 24:3     |
| 13 | 14. November 1931 | Leicestershire und East Midlands   | Leicester   | Welford Road Stadium | 21:30    |
| 14 | 18. November 1931 | Devon und Cornwall                 | Devonport   |                      | 3:3      |
| 15 | 21. November 1931 | Cardiff RFC                        | Cardiff     | Cardiff Arms Park    | 13:5     |
| 16 | 24. November 1931 | Llanelli RFC                       | Llanelli    | Stradey Park         | 9:0      |
| 17 | 28. November 1931 | Neath RFC und Aberavon RFC         | Neath       | The Gnoll            | 8:3      |
| 18 | 05. Dezember 1931 | Wales                              | Swansea     | St Helen’s           | 9:3      |
| 19 | 09. Dezember 1931 | Lancashire und Cheshire            | Waterloo    |                      | 20:9     |
| 20 | 12. Dezember 1931 | Ulster Rugby                       | Belfast     | Ravenhill Stadium    | 30:3     |
| 21 | 19. Dezember 1931 | Irland                             | Dublin      | Lansdowne Road       | 8:3      |
| 22 | 26. Dezember 1931 | London Counties                    | London      | Twickenham Stadium   | 16:8     |
| 23 | 02. Januar 1932   | England                            | London      | Twickenham Stadium   | 7:0      |
| 24 | 06. Januar 1932   | Cumberland und Yorkshire           | Workington  |                      | 27:5     |
| 25 | 09. Januar 1932   | North of Scotland                  | Aberdeen    |                      | 9:0      |
| 26 | 16. Januar 1932   | Schottland                         | Edinburgh   | Murrayfield Stadium  | 6:3      |

## Test Matches
| 5. Dezember 1931 | Wales            | 3 : 8         | Südafrika                                  | St Helen’s, Swansea Zuschauer: 35.000 Schiedsrichter: Edgar Holmes (England) |
| 5. Dezember 1931 | Versuche: Davies | (3:0) Bericht | Versuche: Daneel, Bergh Straftritte: Osler | St Helen’s, Swansea Zuschauer: 35.000 Schiedsrichter: Edgar Holmes (England) |

Aufstellungen:
- Wales: Tom Arthur, Jack Bassett , Ronald Boon, Lonza Bowdler, Claud Davey, Will Davies, Tom Day, Ned Jenkins, Jack Morley, Arthur Lemon, Wick Powell, Dicky Ralph, Archibald Skym, Watcyn Thomas, Frank Williams
- Südafrika: Ferdie Bergh, Gerry Brand, Danie Craven, George Daneel, Geoffrey Gray, Bert Kipling, Boy Louw, Andre McDonald, Phil Mostert, Philip Nel, Bennie Osler , Alvi van der Merwe, Floris Venter, James White, Morris Zimerman

| 19. Dezember 1931 | Irland               | 3 : 8         | Südafrika                 | Lansdowne Road, Dublin Zuschauer: 35.000 Schiedsrichter: Malcolm Allan (Schottland) |
| 19. Dezember 1931 | Straftritte: McMahon | (3:0) Bericht | Versuche: Waring Zimerman | Lansdowne Road, Dublin Zuschauer: 35.000 Schiedsrichter: Malcolm Allan (Schottland) |

Aufstellungen:
- Irland: Jack Arigho, George Beamish , James Clinch, Crowe, Eugene Davy, Major Egan, Jimmy Farrell, Edward Lightfoot, Laurence McMahon, Noel Murphy, Paul Murray, Victor Pike, Jack Russell, Jack Siggins, Henry Withers
- Südafrika: Ferdie Bergh, Nicolas Bierman, Gerry Brand, Danie Craven, George Daneel, Bert Kipling, Boy Louw, Andre McDonald, Phil Mostert, Philip Nel, Bennie Osler , Jacobus van der Westhuizen, Johannes van der Westhuizen, Frank Waring, Morris Zimerman

| 2. Januar 1932 | England | 0 : 7         | Südafrika                        | Twickenham Stadium, London Zuschauer: 70.000 Schiedsrichter: W. L. Freeman (Irland) |
| 2. Januar 1932 |         | (0:3) Bericht | Versuche: Bergh Dropgoals: Brand | Twickenham Stadium, London Zuschauer: 70.000 Schiedsrichter: W. L. Freeman (Irland) |

Aufstellungen:
- England: Carl Aarvold , Robert Barr, Alfred Carpenter, Ronald Gerrard, Gordon Gregory, Reginald Hobbs, John Hodgson, Douglas Norman, Arthur Rowley, Leslie Saxby, Wilfred Sobey, Roger Spong, John Tallent, Christopher Tanner, Charles Webb
- Südafrika: Ferdie Bergh, Gerry Brand, George Daneel, Pierre de Villiers, Geoffrey Gray, Bert Kipling, Boy Louw, Andre McDonald, Phil Mostert, Philip Nel, Bennie Osler , Lucas Strachan, Johannes van der Westhuizen, Frank Waring, Morris Zimerman

| 16. Januar 1932 | Schottland     | 3 : 6         | Südafrika               | Murrayfield Stadium, Edinburgh Zuschauer: 65.000 Schiedsrichter: Barry Cumberlege (England) |
| 16. Januar 1932 | Versuche: Lind | (3:0) Bericht | Versuche: Craven, Osler | Murrayfield Stadium, Edinburgh Zuschauer: 65.000 Schiedsrichter: Barry Cumberlege (England) |

Aufstellungen:
- Schottland: John Allan, Jock Beattie, James Forrest, Jerry Foster, James Graham, Thomas Lawther, Harry Lind, Ross Logan, Hugh Mackintosh, Philip Macpherson, Maxwell Simmers , Ian Smith, Mark Stewart, Frank Waters, William Welsh
- Südafrika: Ferdie Bergh, Gerry Brand, Danie Craven, George Daneel, Geoffrey Gray, Bert Kipling, Boy Louw, Andre McDonald, Phil Mostert, Philip Nel, Bennie Osler , Lucas Strachan, Johannes van der Westhuizen, Floris Venter, Morris Zimerman

## Kader

### Management
- Tourmanager: T. B. Pienaar
- Tourkapitän: Bennie Osler

### Spieler
| Spieler                     | Position         | Mannschaft        |
| --------------------------- | ---------------- | ----------------- |
| Danie Craven                | Halbspieler      | Western Province  |
| M. G. Francis               | Halbspieler      | Orange Free State |
| Bennie Osler                | Halbspieler      | Western Province  |
| Pierre de Villiers          | Halbspieler      | Western Province  |
| Geoffrey Gray               | Dreiviertelreihe | Western Province  |
| Jacobus van der Westhuizen  | Dreiviertelreihe | Western Province  |
| Johannes van der Westhuizen | Dreiviertelreihe | Western Province  |
| J. A. van Niekerk           | Dreiviertelreihe | Western Province  |
| Floris Venter               | Dreiviertelreihe | Transvaal         |
| Frank Waring                | Dreiviertelreihe | Western Province  |
| James White                 | Dreiviertelreihe | Border            |
| Morris Zimerman             | Dreiviertelreihe | Western Province  |
| Gerry Brand                 | Schlussmann      | Western Province  |
| Jackie Tindall              | Schlussmann      | Western Province  |

| Spieler            | Position | Mannschaft             |
| ------------------ | -------- | ---------------------- |
| Ferdie Bergh       | Stürmer  | South Western District |
| Nicolas Bierman    | Stürmer  | Transvaal              |
| George Daneel      | Stürmer  | Transvaal              |
| John Dold          | Stürmer  | Eastern Province       |
| S. R. du Toit      | Stürmer  | Western Province       |
| H. M. Forrest      | Stürmer  | Transvaal              |
| V. Geere           | Stürmer  | Transvaal              |
| Bert Kipling       | Stürmer  | Griqualand West        |
| Boy Louw           | Stürmer  | Western Province       |
| Fanie Louw         | Stürmer  | Western Province       |
| Andre McDonald     | Stürmer  | Western Province       |
| Phil Mostert       | Stürmer  | Western Province       |
| Philip Nel         | Stürmer  | Natal                  |
| Lucas Strachan     | Stürmer  | Transvaal              |
| Alvi van der Merwe | Stürmer  | Western Province       |